# Siergiej Stiepanow (zapaśnik)
Siergiej Konstantinowicz Stiepanow (ros. Сергей Константинович Степанов; ur. 3 grudnia 1999) – rosyjski zapaśnik walczący w stylu klasycznym. Zajął siódme miejsce na mistrzostwach Europy w 2025. Srebrny medalista wojskowych MŚ w 2021 i 2024. 
Trzeci na MŚ U-23 w 2021. Mistrz Europy U-23 w 2021. Mistrz świata juniorów w 2019. Trzeci na ME juniorów w 2017 i 2019. Mistrz Rosji w 2023 i 2024 roku.